# خط عرض 20° شمال
خط عرض 20° شمال هي إحدى دوائر العرض الجغرافية، وهي دوائر وهمية تحيط بالكرة الأرضية، وموازية لخط الاستواء، وتتميز هذه الدائرة بأن الأراضي الواقعة عليها تنتمي للمنطقة المدارية الحارة.

## حول العالم
يبدأ من خط الزوال الأولي ويتجه شرقا، خط عرض 20° شمال يمر عبر:
| الإحداثيات                           | البلد أو الإقليم أو البحر | ملاحظات |
| ------------------------------------ | ------------------------- | --- |
| 20°0′N 0°0′E / 20.000°N 0.000°E      | مالي                      | |
| 20°0′N 2°43′E / 20.000°N 2.717°E     | الجزائر                   | |
| 20°0′N 6°27′E / 20.000°N 6.450°E     | النيجر                    | |
| 20°0′N 15°47′E / 20.000°N 15.783°E   | تشاد                      | |
| 20°0′N 23°3′E / 20.000°N 23.050°E    | ليبيا                     | |
| 20°0′N 26°0′E / 20.000°N 26.000°E    | ليبيا / السودان border    | |
| 20°0′N 25°0′E / 20.000°N 25.000°E    | السودان                   | The parallel defines the border between the الولاية الشمالية وولاية شمال دارفور states                                                                           |
| 20°0′N 37°11′E / 20.000°N 37.183°E   | البحر الأحمر              | |
| 20°0′N 40°28′E / 20.000°N 40.467°E   | السعودية                  | |
| 20°0′N 55°0′E / 20.000°N 55.000°E    | عُمان                      | |
| 20°0′N 57°48′E / 20.000°N 57.800°E   | المحيط الهندي             | بحر العرب - مرورا بجنوب ولاية مصيرة, عُمان |
| 20°0′N 72°43′E / 20.000°N 72.717°E   | الهند                     | ماهاراشترا تشاتيسغار أوديشا Chhattisgarh Orissa |
| 20°0′N 86°23′E / 20.000°N 86.383°E   | المحيط الهندي             | خليج البنغال |
| 20°0′N 92°57′E / 20.000°N 92.950°E   | ميانمار (Burma)           | |
| 20°0′N 99°3′E / 20.000°N 99.050°E    | تايلاند                   | |
| 20°0′N 100°32′E / 20.000°N 100.533°E | لاوس                      | |
| 20°0′N 104°58′E / 20.000°N 104.967°E | فيتنام                    | |
| 20°0′N 106°11′E / 20.000°N 106.183°E | بحر الصين الجنوبي         | خليج تونكين |
| 20°0′N 110°8′E / 20.000°N 110.133°E  | جمهورية الصين الشعبية     | جزيرة هاينان — مرورا بجنوب هايكو (الصين) |
| 20°0′N 110°56′E / 20.000°N 110.933°E | بحر الصين الجنوبي         | |
| 20°0′N 122°0′E / 20.000°N 122.000°E  | المحيط الهادئ             | بحر الفلبين · - Passing between the باتانيس وBabuyan islands, الفلبين · - مرورا بجنوب the Maug Islands, جزر ماريانا الشمالية · into an unnamed part of the Ocean |
| 20°0′N 155°50′W / 20.000°N 155.833°W | الولايات المتحدة          | هاواي (جزيرة)، هاواي |
| 20°0′N 155°15′W / 20.000°N 155.250°W | المحيط الهادئ             | |
| 20°0′N 105°31′W / 20.000°N 105.517°W | المكسيك                   | ولاية خاليسكو ميتشواكان ولاية غواناخواتو ولاية كويريتارو ولاية مكسيكو ولاية هيدالغو ولاية بويبلا ولاية فيراكروز                                                  |
| 20°0′N 96°33′W / 20.000°N 96.550°W   | خليج المكسيك              | خليج كامبيشي |
| 20°0′N 90°28′W / 20.000°N 90.467°W   | المكسيك                   | ولاية كامبيتشي ولاية يوكاتان ولاية كينتانا رو |
| 20°0′N 87°28′W / 20.000°N 87.467°W   | البحر الكاريبي            | |
| 20°0′N 77°38′W / 20.000°N 77.633°W   | كوبا                      | |
| 20°0′N 74°52′W / 20.000°N 74.867°W   | البحر الكاريبي            | Windward Passage |
| 20°0′N 72°43′W / 20.000°N 72.717°W   | هايتي                     | جزيرة جزيرة السلاحف (هايتي) |
| 20°0′N 74°52′W / 20.000°N 74.867°W   | المحيط الأطلسي            | مرورا بشمال the جزيرة هيسبانيولا, جمهورية الدومينيكان |
| 20°0′N 16°14′W / 20.000°N 16.233°W   | موريتانيا                 | |
| 20°0′N 5°59′W / 20.000°N 5.983°W     | مالي                      | |